# Wegetabilizacja
Wegetabilizacja – figura retoryczna i środek stylistyczny polegający na nadawaniu przedmiotom oraz osobom cech, kojarzonych z florą. Ściśle związana z alegorią. Jest przykładem na celowe naruszenie trywialności standardu semantycznego, jednakże nie jest to forma używana tak często, jak inne procesy trywializujące, takie jak: personifikacja, animizacja, reifikacja, metonimizacja.